# 哈茨山麓奥斯特罗德
哈茨山麓奥斯特罗德（德語：Osterode am Harz，發音：[ɔstəˈʁoːdə ʔam ˈhaːɐ̯ts] ⓘ），简称奥斯特罗德（德語：Osterode），是德国下萨克森州哥廷根县的城市，曾是哈茨山麓奥斯特罗德县的县治，面积102.54平方千米，2023年12月31日人口为21,382人。

## 友好城市
哈茨山麓奥斯特罗德与以下城市结为友好城市：
- 法國 阿尔芒蒂耶尔
- 波蘭 奧斯特魯達
- 英國 斯卡布羅